# 십자수

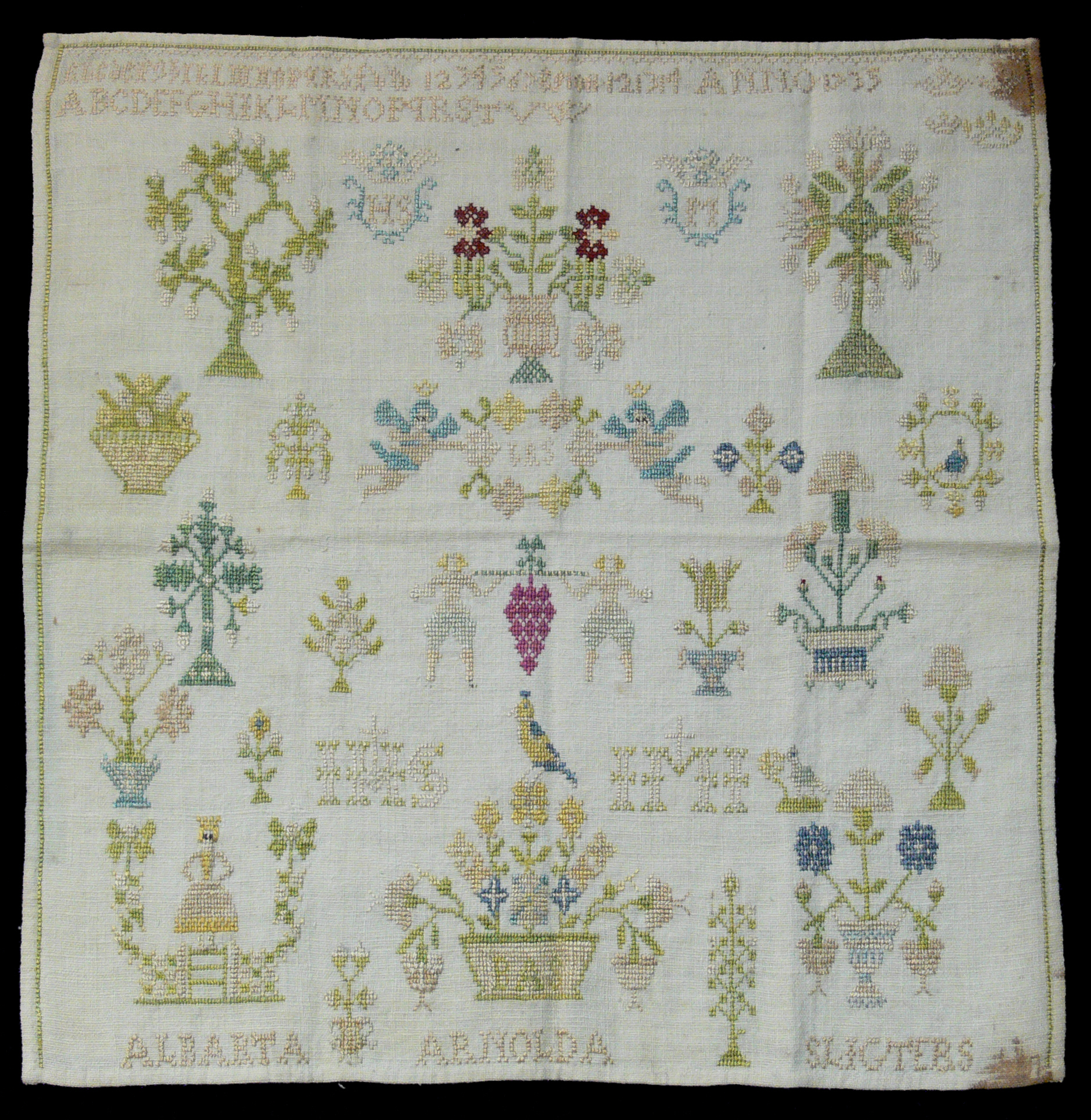
십자수 샘플러, 독일

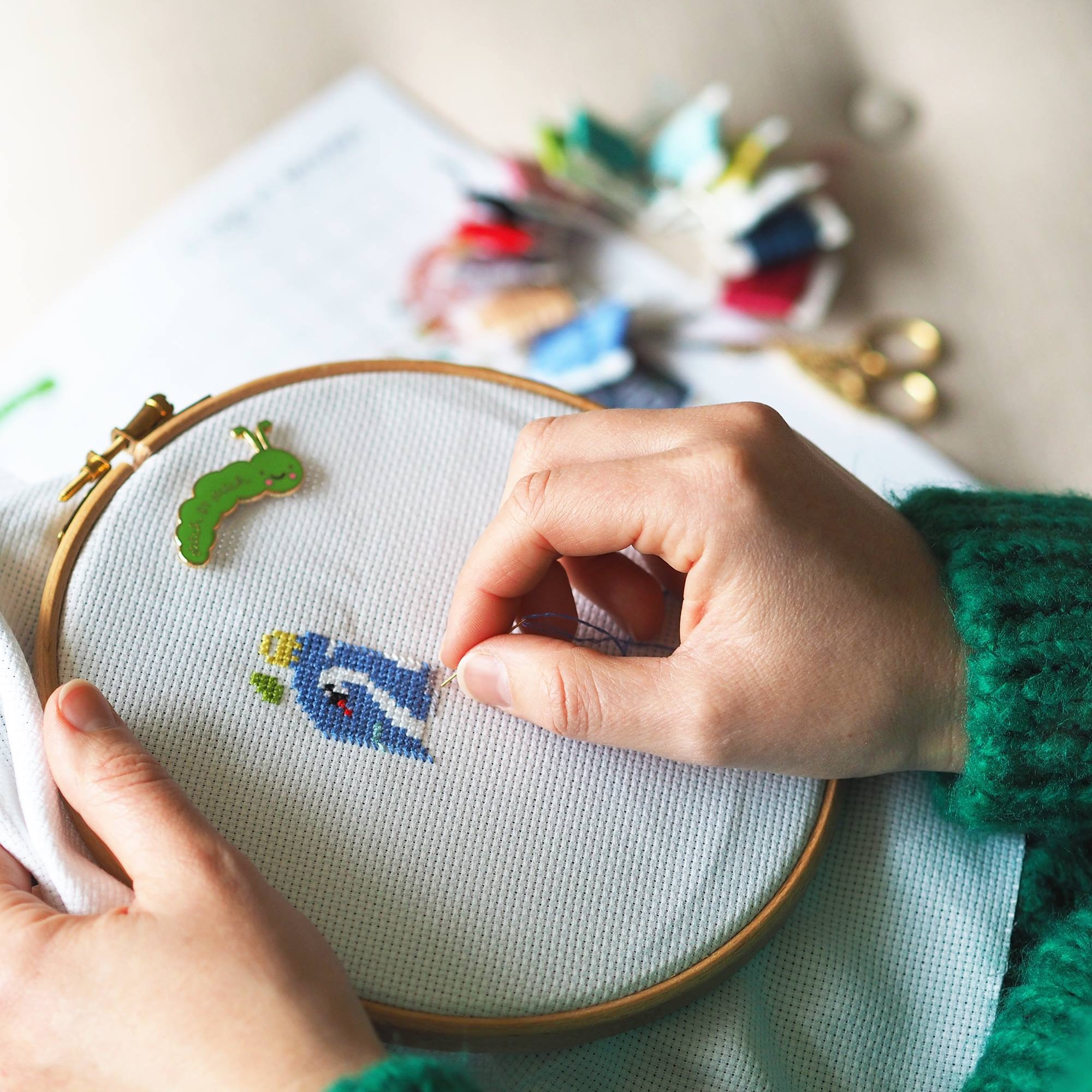
후프를 이용한 십자수와 에나멜 바늘 고정구 사용 모습

십자뜨기 또는 십자수(十字繡, 영어: cross-stitch)는 바느질의 한 형태이자 인기 있는 가로세로 땀 수 계산 자수의 한 형태로, X자 모양의 땀(십자수 땀이라고 함)을 타일처럼 래스터 패턴으로 놓아 그림을 만든다. 수를 놓는 사람은 아마포와 같은 균일 직물 조각의 실을 각 방향으로 세어 땀의 크기와 모양이 균일하게 한다. 이러한 형태의 십자수는 다른 형태의 십자수와 구별하기 위해 가로세로 땀 수 계산 십자수라고도 불린다. 때때로 십자수는 원단에 인쇄된 디자인 위에 놓기도 한다(스탬프 십자수); 이 경우 수를 놓는 사람은 인쇄된 패턴 위에 수를 놓기만 하면 된다. 십자수는 종종 아이다 천이라고 불리는 쉽게 셀 수 있는 원단에 놓는데, 이 원단은 각 모서리에 바늘을 위한 구멍이 있는 명확하게 보이는 사각형 격자를 이룬다.
십자수에 사용되는 원단으로는 아마포, 아이다 천, 그리고 조벨란과 같은 '균일 직물'이라고 불리는 혼합 원단이 있다. 모든 십자수 원단은 기술적으로 "균일 직물"인데, 이 용어는 원단이 날실과 씨실(즉, 수직 및 수평) 모두에서 인치당 실의 수가 같도록 직조되었음을 의미한다. 원단은 인치당 실의 수('카운트'라고 함)로 분류되며, 11에서 40카운트까지 다양하다.
가로세로 땀 수 계산 십자수 프로젝트는 도안이라고 불리는 격자 패턴을 바탕으로 작업하며 어떤 카운트 원단에도 사용할 수 있다. 원단의 카운트와 땀당 실의 수는 완성된 수놓기의 크기를 결정한다. 예를 들어, 주어진 디자인이 28카운트 십자수 원단에 각 십자수가 두 가닥의 실을 사용하여 놓인다면, 완성된 수놓기의 크기는 각 십자수가 한 칸 위에 놓인 14카운트 아이다 천 원단과 동일하다. 이러한 방법은 각각 "2 over 2"(2개의 자수실을 사용하여 2개의 원단 실 위에 수놓기) 및 "1 over 1"(1개의 자수실을 사용하여 1개의 원단 실 또는 칸 위에 수놓기)이라고 불린다. 패턴을 수놓는 다양한 방법이 있는데, 한 번에 한 가지 색상을 수놓는 크로스 컨트리 방법과 한 번에 한 블록의 원단을 수놓고 실의 끝을 패턴에서 같은 색상이 다음으로 나타나는 지점에 "파킹"하는 파킹 방법이 있다.

## 역사

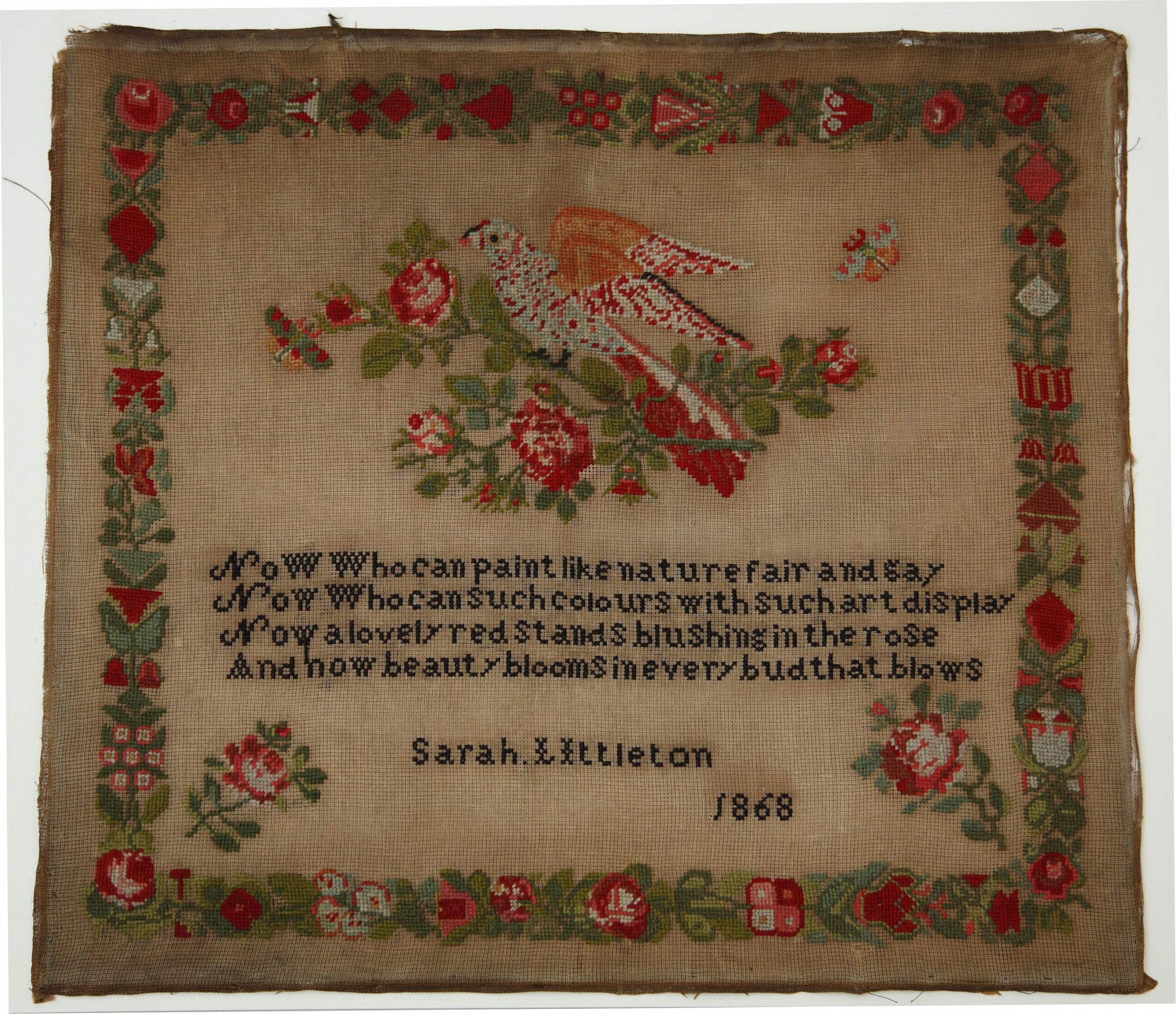
사라 리틀턴의 십자수 샘플러, 1868년

십자수는 중세 시대부터 전 세계에서 발견된다. 많은 민속 박물관에서는 특히 대륙 유럽과 아시아에서 온 십자수로 장식된 의복의 예시를 보여준다.

십자수 샘플러는 일반적으로 어린 소녀가 수를 놓는 법을 배우고 가정용 바느질에 사용할 알파벳 및 기타 패턴을 기록하기 위해 수를 놓았기 때문에 그렇게 불린다. 그녀의 수놓기 샘플은 수년 동안 참조될 수 있었다. 종종 모티프와 이니셜은 소유자를 식별하기 위해 또는 단순히 평범한 천을 장식하기 위해 가정용품에 수놓아졌다. 미국에서 알려진 가장 초기의 십자수 샘플러는 현재 매사추세츠 주 플리머스의 필그림 홀에 보관되어 있다. 이 샘플러는 마일스 스탠디시 대위의 딸이자 레비아탄 스티치의 선구자인 로아라 스탠디시가 약 1653년에 만들었다.

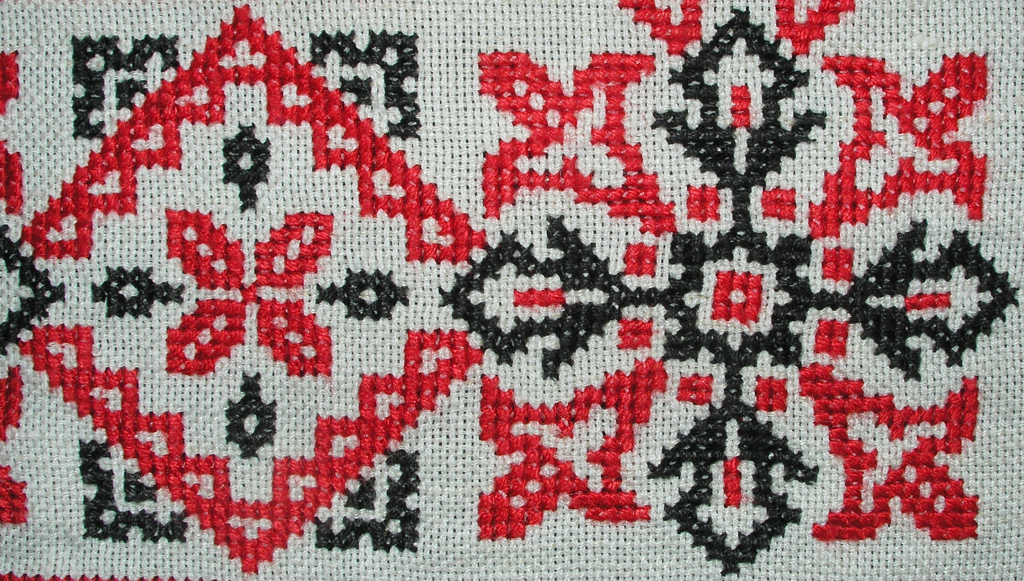
면으로 된 꽃무늬 테두리 패턴의 디테일. 헝가리, 20세기 중반. 티 클로스 (작은 식탁보).

전통적으로 십자수는 가정용 리넨, 식탁보, 행주, 도일리 (이 중 실제로 자수된 부분은 테두리처럼 작은 부분에 불과할 것임)와 같은 품목을 장식하는 데 사용되었다. 이러한 방식으로 여전히 십자수를 사용하는 많은 사람들이 있지만, 이제는 원단 조각에 패턴을 수놓아 벽에 걸어 장식하는 것이 점점 더 인기를 얻고 있다. 십자수는 또한 축하 카드, 베개 상단 또는 상자 상단, 코스터, 트리벳의 삽입물로도 자주 사용된다.

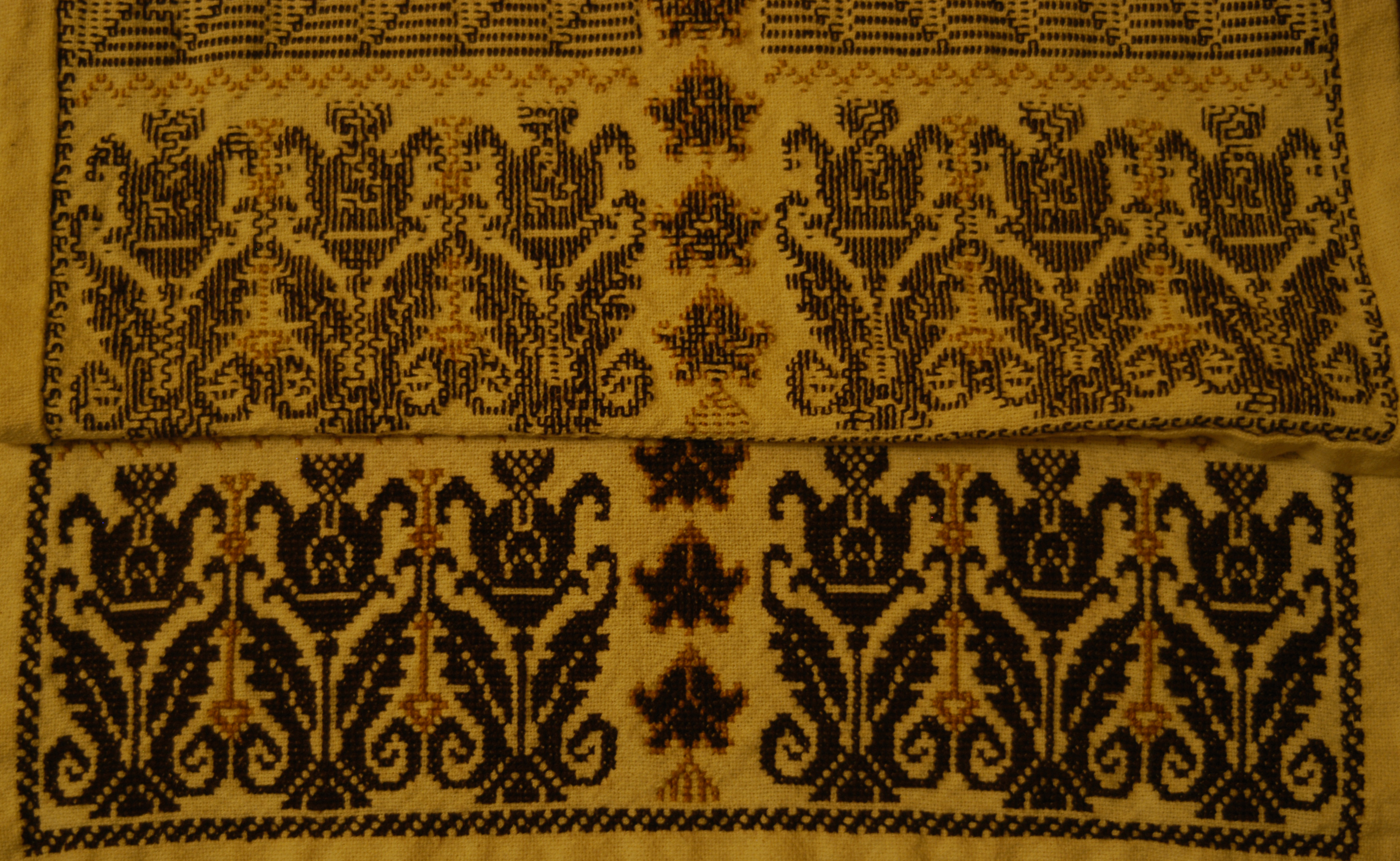
수리프의 십자수. 그림의 상단 절반은 뒷면이다.

오늘날 우리가 아는 다색의 음영 처리된 회화적인 패턴은 비교적 최근의 발전으로, 19세기 중반의 베를린 울 워크의 유사한 음영 처리된 패턴에서 유래했다. 십자수를 위해 특별히 제작된 디자인 외에도, 사진이나 미술 이미지를 수놓기에 적합한 도안으로 변환하는 소프트웨어 프로그램이 있다. 이의 한 예는 조안나 로피아노프스키-로버츠가 도안하고 수놓은 시스티나 경당의 십자수 재현 작품이다.
미국과 유럽 전역에는 수업을 제공하고, 대규모 프로젝트에서 협력하며, 자선을 위해 수를 놓고, 지역 십자수 수예인들이 서로를 알아갈 수 있는 다른 방법을 제공하는 많은 십자수 "길드"와 그룹이 있다. 개별 소유의 지역 자수 상점(LNS)은 종종 상점에서 수놓는 밤을 열거나 주말 수놓기 워크샵을 주최한다.
오늘날, 면사(cotton floss)는 가장 흔한 자수실이다. 이것은 머서화 면으로 만들어진 실로, 느슨하게 꼬인 여섯 가닥으로 구성되어 쉽게 분리된다. 다른 제조업체들도 있지만, 가장 흔히 사용되는 (그리고 가장 오래된) 두 브랜드는 DMC와 Anchor이다. 이 두 회사는 모두 1800년대부터 자수사를 제조해 왔다.
다른 재료로는 펄 코튼(perle cotton), 덴마크 플라워 스레드, 견섬유 및 레이온이 사용된다. 다양한 양모실, 금속실 또는 기타 특수실도 사용되는데, 때로는 전체 작품에, 때로는 악센트와 장식에 사용된다. 손으로 염색한 십자수 실은 이름 그대로 손으로 염색된다. 이 때문에 실 전체에 색상의 변화가 있다. 어떤 변화는 미묘할 수 있고, 어떤 변화는 큰 대비를 이룰 수 있다. 어떤 실은 한 가닥에 두 가지 이상의 색상을 가지고 있기도 하다.
십자수는 전통적인 팔레스타인 의복 제작에 널리 사용된다. 팔레스타인 십자수는 타트리즈라고 불린다. 2021년에 타트리즈는 유네스코 인류 무형문화유산 목록에 등재되었다.

## 관련 스티치 및 자수 형태

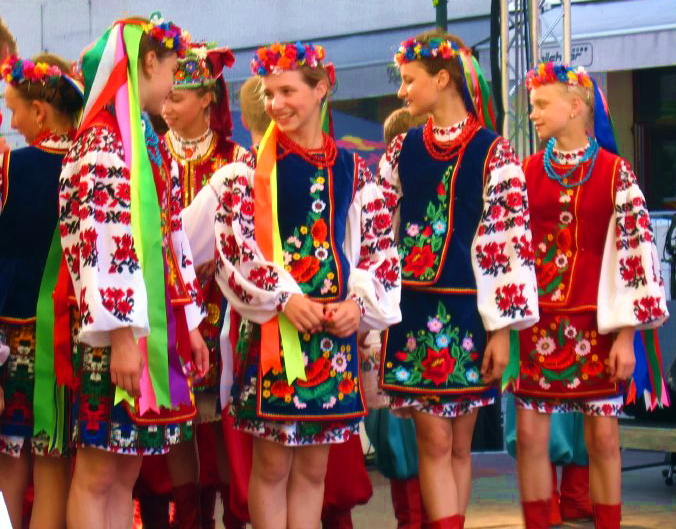
전통 양식의 자수 의상을 입은 우크라이나 소녀들

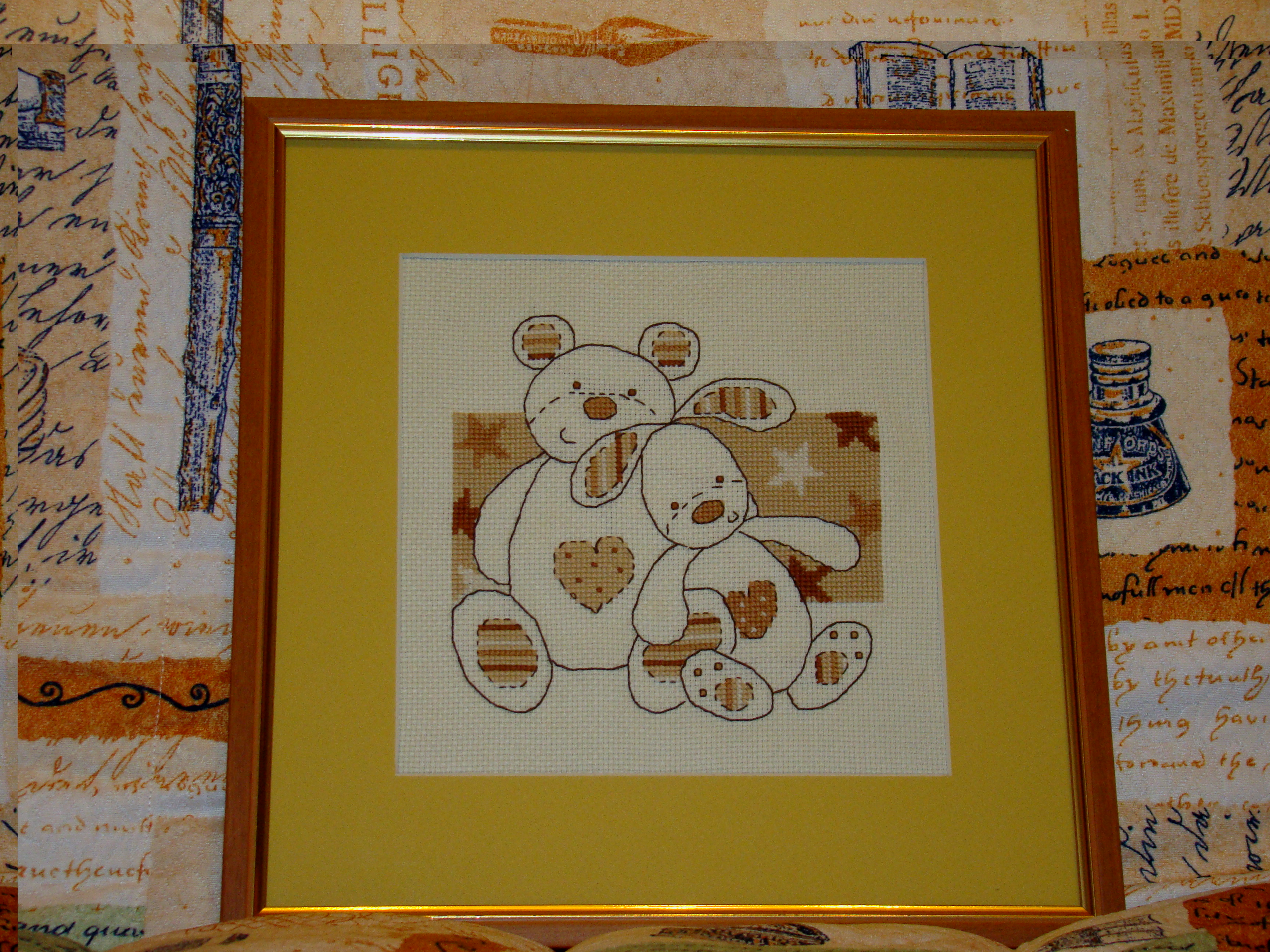
다양한 색상의 천을 사용하여 만들어진 십자수

십자수는 쿼터 스티치, 하프 스티치, 쓰리쿼터 스티치와 같이 부분적으로도 수놓을 수 있다. 백스티치의 형태로 놓인 단일 직선 스티치는 종종 윤곽선으로 사용되어 디테일이나 정의를 추가한다.
십자수와 구조적으로 관련된 많은 스티치가 있다. 가장 잘 알려진 것은 이탈리안 십자수(아시시 자수에서 볼 수 있음), 롱 암드 십자수, 그리고 몬테네그로 스티치이다. 이탈리안 십자수와 몬테네그로 스티치는 양면성이 있어, 작업이 양면에서 동일하게 보인다. 이러한 스타일은 일반 십자수와는 약간 다른 모습을 가진다. 이러한 더 어려운 스티치들은 주류 자수에서는 거의 사용되지 않지만, 역사적인 자수 작품을 재현하거나 창의적이고 모험적인 자수인이 여전히 사용한다. 이중 십자수는 레비아탄 스티치 또는 스미르나 십자수라고도 불리며, 십자수와 수직 십자수를 결합한 것이다.
베를린 울 워크 및 유사한 쁘띠 포인트 자수는 짙은 음영과 화려한 십자수 스타일과 유사하며, 때로는 도안된 종이 패턴도 사용했다.
십자수는 종종 하르단게르 자수나 블랙워크 자수와 같은 다른 인기 있는 자수 형태와 결합된다. 십자수는 또한 캔버스워크나 드론 스레드 워크와 같은 다른 작업과 결합될 수도 있다. 비즈워크와 기타 장식품들(예: 파이예트, 참, 작은 단추 및 다양한 종류의 특수실)도 사용될 수 있다. 십자수는 종종 니들포인트에도 사용될 수 있다.

## 21세기 십자수 트렌드
십자수는 최근 몇 년간 유럽의 젊은 세대 사이에서 점점 더 인기를 얻고 있다. 존 루이스와 같은 소매업체는 2009년에서 2010년 사이에 수예용품 판매가 17% 증가했다. 공예 용품 판매 체인인 Hobbycraft도 2009년 2월 22일까지 1년간 매출이 11% 증가했으며, 이는 주로 자수 부문에 기인한다. 십자수 시장은 계속 성장했으며, 시장 조사 회사 Mintel은 2015년에서 2017년 사이에 어떤 종류의 자수 공예를 취미로 하는 여성의 수가 12% 증가했다고 보고했다. 런던 백화점 리버티는 2017년에 원단 및 수예용품 부서에서 두 자릿수 성장을 기록했으며, 매장은 제품군을 25% 늘렸다.
뜨개질과 십자수는 은퇴자들의 취미라는 전통적인 명성과는 달리 젊은 시장에서 더 인기 있는 취미가 되었다. Stitch and Bitch London과 같은 바느질 및 공예 그룹은 전통적인 공예 클럽의 아이디어를 되살렸다. 2010년 클로스 쇼 라이브에는 현대 바느질, 뜨개질, 자수를 홍보하는 "Sknitch"라는 새로운 공간이 있었다.
십자수와 관련된 전통적인 디자인에서 벗어나, 복고풍 이미지나 현대적인 문구를 특징으로 하는 더 포스트모던하거나 장난스러운 디자인이 현재 유행이다. 이는 '전복적인 십자수'로 알려진 개념과 관련이 있으며, 이는 더 위험한 디자인을 포함하고 종종 전통적인 샘플러 스타일과 십자수의 고풍스러운 이미지와 상충되거나 충격을 주도록 고안된 문구를 융합한다.
다른 재료에 디자인을 수놓는 것은 버려지는 캔버스를 사용하여 할 수 있다. 이것은 자수에 사용되는 일반 캔버스와 유사한 임시 격자 캔버스로, 수용성 접착제로 고정되며 디자인 완성 후 제거된다. 수용성 캔버스도 비슷한 용도로 사용되며, 디자인 완성 후 물에 완전히 녹는다. 다른 공예가들은 오래된 주방 체나 철망 울타리를 포함하여 온갖 종류의 격자형 물체에 십자수를 수놓기도 했다.
십자수는 전통적으로 여성의 공예였지만, 남성들 사이에서도 인기가 높아지고 있다.

## 십자수와 페미니즘
21세기에 들어 십자수 공동체 내에서 페미니스트 디자인에 대한 강조가 나타났다. 일부 십자수 수예가들은 자수 연습이 이전에 자수를 했던 여성들과 연결감을 느끼게 하는 방식에 대해 언급했다. 십자수를 포함한 모든 자수를 중요한 예술 형식으로 존중해야 한다는 움직임이 있다.

## 십자수와 컴퓨터
컴퓨터 기술의 발전은 십자수처럼 보수적으로 보이는 공예에도 영향을 미쳤다. 컴퓨터 시각화 알고리즘의 도움으로, 이제 사진이나 다른 그림을 사용하여 자수 디자인을 만들 수 있다. 시각화는 그래픽 그리드에 그림을 사용하여 색상 및 기호를 나타내며, 이는 사용자에게 가능한 색상 사용, 해당 색상의 위치 및 사용된 스티치 유형(예: 풀 크로스 또는 쿼터 스티치)에 대한 정보를 제공한다.

## 플로스튜브
십자수 애호가들 사이에서 점점 더 인기를 얻고 있는 활동은 그들의 취미를 자세히 다루는 유튜브 비디오를 시청하고 제작하는 것이다. 플로스튜버들은 일반적으로 WIP(진행 중인 작품), FO(완성된 작품), 그리고 하울(새로운 패턴, 실, 원단, 그리고 바늘 고정구와 같은 십자수 액세서리)을 다룬다. 다른 액세서리로는 실 정리함, 실 컨디셔너, 바늘겨레, 아이다 천 또는 플라스틱 캔버스, 자수 바늘 등이 있다.

## 같이 보기
- 모자이크